# Conceptáculo

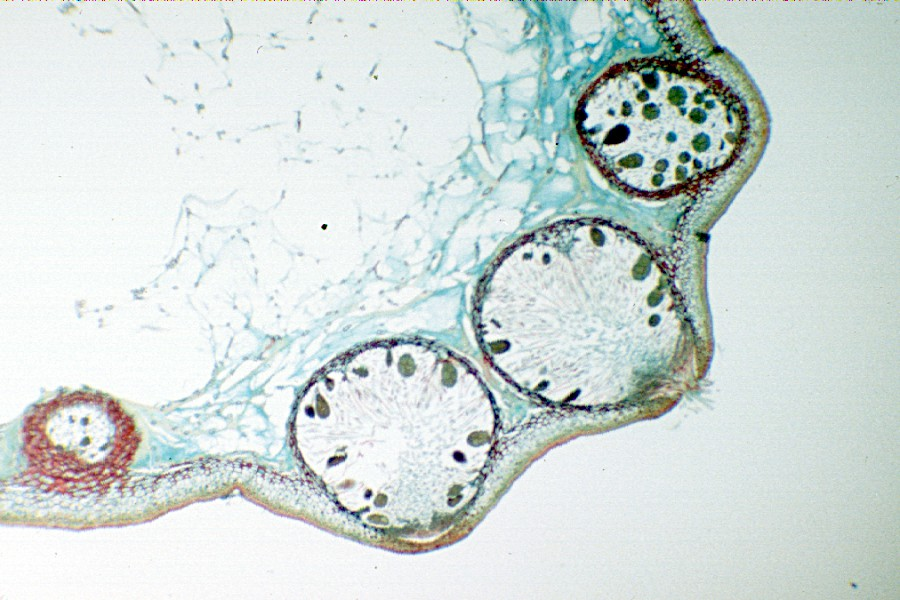
Conceptáculo de Fucus (Phaeophyceae).

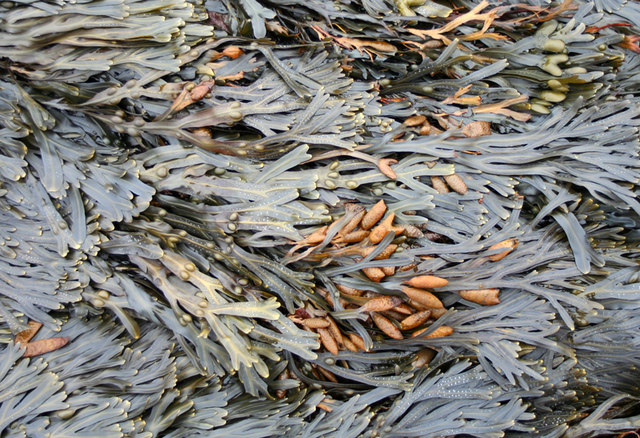
Nas espécies dioicas (aqui Fucus vesiculosus), os espécimes masculinos e femininos distinguem-se pela cor do receptáculo: na primavera, as grandes protuberâncias que aparecem na extremidade dos talos, muitas vezes em pares, mudam de cor, verde para o talo feminino e amarelado a avermelhado para o talo masculino (o tom alaranjado é devido aos gâmetas masculinos que possuem um cloroplasto provido de uma mancha ocular (ou estigma) brilhantemente colorido por pigmentos carotenoides).

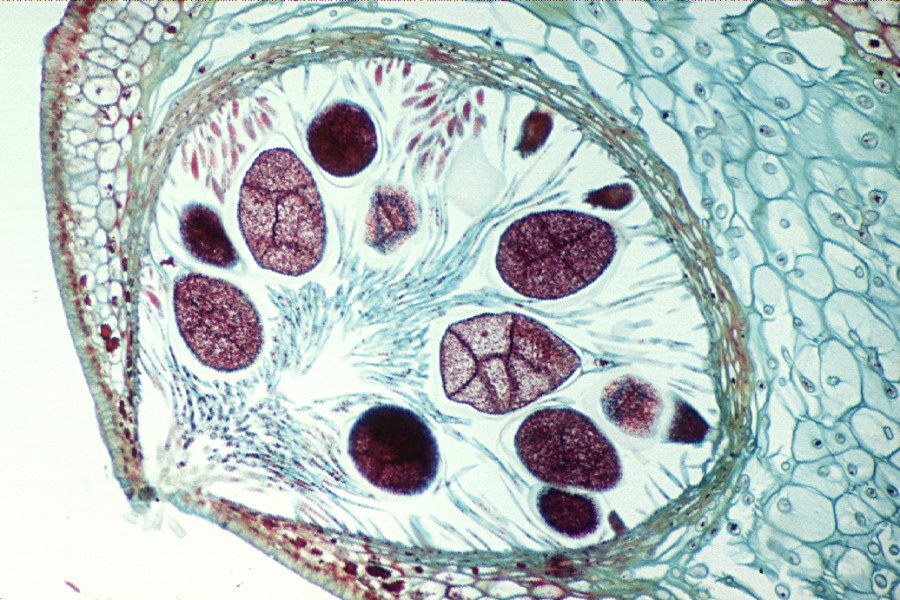
Fotomicrografia de um corte transveral num conceptáculo de Fucus: esta cavidade contém vários sacos de parede simples (os pequenos sacos em forma de clava são os gametocistos masculinos designados por anterídios; os sacos ovoides maiores são os gametocistos femininos chamados oogónios) situados na extremidade de pelos férteis ramificados.

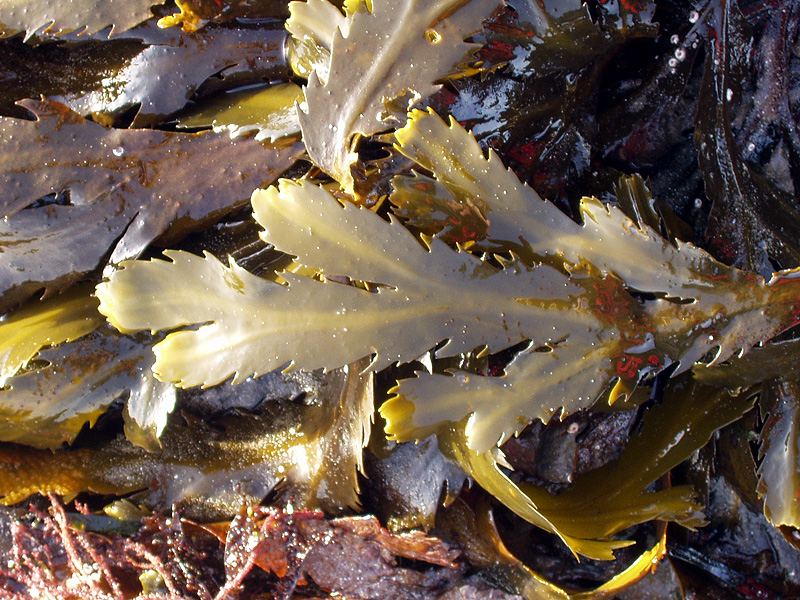
Criptas pilíferas estéreis estão distribuídas ao longo da nervura central dos talos de Fucus serratus. Estas criptas revelam pelos esbranquiçados que, devido à riqueza em polissacarídeos parietais hidrofílicos e ao aumento da superfície de troca fornecem melhor resistência à dessecação durante períodos repetidos de exposição ao ar. A riqueza das algas em polissacarídeos parietais (polissacarídeos sulfatados formando uma matriz aniónica que oferece uma grande superfície de hidratação e uma certa flexibilidade, o que permite que lidem melhor com a dessecação e com o efeito mecânico das ondas.

Conceptáculo designa a região diferenciada do corpo de algumas algas, e secundariamente de algumas plantas, que contém os órgãos reprodutores e os propágulos por eles produzidos. O termo é usado para referir as cavidades que abrigam os órgãos reprodutores de algas, estruturas em forma de taça situadas na face superior do talo. O termo também é utilizado nas angiospérmicas para referir um tipo específico de receptáculo, cujos bordos envolvem o pistilo, e nos briófitos para designar as formações urceoladas da superfície dorsal do gametófito onde se alojam os propágulos das hepáticas talosas e de alguns outros grupos.

## Descrição
Um conceptáculo é uma porção especializada de algas multicelulares de água salgada ou doce, na qual os gâmetas, as células sexuais reprodutivas, são formados e no qual o anterídio e o oogónio estão localizados. Os conceptáculos ocorrem agrupados nos chamados receptáculos situados nas extremidades dos talos das algas, principalmente nas algas castanhas ou Heterokontophyta na ordem Fucales.
Embora sem qualquer relação filogenética e com origem evolutiva distinta, estruturas morfologicamente similares ocorrem em algumas Angiospermae (as plantas com flor) e nas Marchantiophyta (as hepáticas folhosas). Pesem embora essa origem diferentes e morfologias que nem sempre se assemelham, essas estruturas receberam o mesmo nome, pelo que em botânica descritiva aparecem também designadas por conceptáculos.

### Conceptáculo algal
Ocorrem receptáculos no ápice das ramificações dos talos de algas, especialmente no grupo das algas castanhas ou Heterokontophyta da ordem Fucales. Estes receptáculos são estruturas especializadas que contêm órgãos reprodutivos designados por conceptáculos, que nestas algas também funcionam como estruturas que capturam nutrientes.
O conceptáculo algal é uma cavidade especializada instalada no talo de certas algas marinhas, de águas salobras ou de água doce, que abriga as células reprodutivas. Os conceptáculos das algas são criptas pilíferas férteis (agrupadas numa porção do talo denominada receptáculo) que se abrem para o meio externo através de um pequeno orifício denominado ostíolo.
Conceptáculos estão presentes nas Corallinaceae e nas Hildenbrandiales, bem com em algumas algas castanhas da ordem das Fucales. Nas Fucales não há fase haploide no ciclo reprodutivo e, portanto, não há alternância de gerações. As plantas diploides produzem órgãos masculinos (anterídios) e femininos (oogónios) por meiose. Os gametas são lançados na coluna de água. A fusão de dois gametas planctónicos forma um zigoto cuja divisão assimétrica gera uma pequena célula que se desenvolve num rizoide fixando-se ao substrato, e uma grande célula produzindo o talo.
Dois agrupamentos taxonómicos, as Corallinales e as Hildenbrandiaceae, apresentam conceptáculos, morfologicamente similares, mas que não são homólogos. Estruturas morfologicamente bastante semelhantes, e por vezes designadas por receptáculos, ocorrem em algumas algas, mas que na realidade são criptas pilíferas estéreis. Estas estruturas são cavidades distribuídas por todo o talo e que se assemelham a conceptáculos, mas que diferem por conterem apenas pelos e não serem férteis. Essas criptas contribuem para a resistência das algas à dessecação durante o período em que fiquem expostas ao ar durante a maré ou em caso de seca, limitando a perda de água ligada à transpiração.
Os conceptáculos podem medir de 40 a 150 µm de diâmetro em algumas algas da ordem Hildenbrandiales. Alguns conceptáculos são orifícios visíveis no talo, enquanto outros são protegidos por uma cúpula que se parece projetar da superfície da alga.
Alguns conceptáculos abrem-se para o meio aquático das algas através de vários poros, os ostíolos, que diferem consoante a espécie e o tipo de conceptáculo. Na alga castanha Fucus distichus, os ostíolos são bloqueados durante seu desenvolvimento.
Os conceptáculos algais são compostos pelas seguintes estruturas:
- Columela — constitui o pilar central do conceptáculo, sendo uma estrutura formada por células calcificadas cobertas por detritos celulares;[15] as células estéreis da columela forma a base do conceptáculo, formando uma ponta, semelhante a uma coluna, na região central.[16]
- Filamentos — alguns conceptáculos crescem centripetamente formando um orifício próximo à superfície do talo; nesses casos, uma espécie de telhado feito de filamentos pode ser formada acima do orifício (filamentos geralmente de 1 a 9 células de comprimento),[17][18] cobrindo a câmara, mas deixando um poro central através do qual os esporos podem escapar.[19] Esses filamentos também podem produzir uma abertura em forma de bico.[20]
- Esporos — em conceptáculos assexuados, os esporos tendem a ser grandes, ficando então presos na cavidade do conceptáculo do qual preenchem todo o espaço como os gomos de uma laranja.[15]

Existem diferentes tipos de conceptáculos, classificados de acordo com a natureza dos esporos que contêm; algumas espécies podem ter até quatro tipos distintos. Por exemplo, Lithophyllum incrustans apresenta conceptáculos assexuados, masculinos, femininos e cistocárpicos (estritamente, um tipo feminino). São so seguintes os tipos de conceptáculos algais:
- Conceptáculos assexuados — desenvolvem-se onde células fracamente calcificadas colapsam para produzir uma cavidade. Em Lithophyllum incrustans, a columela é central e claramente visível, o que é acentuado pelos esporos (bisporos, tetrásporos, etc.), que aderem à columela e às paredes do conceptáculo.[15] Um conceptáculo assexuado pode ser uniporo ou multiporo.[15]
- Conceptáculos sexuais (masculino/feminino) — não têm columela.[15] Lithophyllum incrustans apresenta indivíduos masculinos e femininos distintos; os dois tipos de conceptáculo nunca coexistem no mesmo talo.[15] Os conceptáculos masculinos tendem a não se ancorar tão profundamente no talo quanto os conceptáculos femininos; conceptáculos masculinos e femininos são semelhantes em tamanho, embora ligeiramente diferentes em forma.[15] As células na área circular dentro do peritálio sofrem alongamento para formar os conceptáculos sexuais,[15] deixando uma teia de células longas ao redor do invólucro do conceptáculo.[21] No conceptáculo masculino das algas do género Austrolithon, os filamentos crescem mais rapidamente na margem e dobram-se no topo da cavidade do conceptáculo para eventualmente formar um telhado.[19]
- Conceptáculos cistocárpicos — não estão associados à desmineralização do tecido, mas começam a formar-se a partir do centro (como um conceptáculo feminino) e crescem radialmente.[15] Como conceptáculos femininos maduros, não possuem columela.[15]

Na maioria das algas do grupo coralino, um aglomerado de células reprodutivas surge na camada intermediária da alga, formando o conceptáculo, que é engolfado pelos tecidos circundantes que crescem para produzir uma cobertura, acima do conceptáculo, com um único poro. Uma tampa pode até ser produzida posteriormente para proteger a abertura. No entanto, o conceptáculo geralmente pode ser formado em qualquer profundidade no talo (na camada superficial ou profundamente na base do peritalo).
São conhecidos quatro modos diferentes de formação de conceptáculo assexuado nos géneros Corallina e Bossiella. Nas algas do género Bossiella (do grupo coralino), o conceptáculo é formado no córtex (a camada externa). Forma-se um espessamento, com separação do epitélio externo da camada subjacente do córtex; a parte que sobe formará a tampa do conceptáculo à medida que as células reprodutivas crescem abaixo. Quando a tampa esteja formada, as células filamentosas subjacentes decompõem-se e as células do tecido ao redor da tampa crescem mais rapidamente. Esta combinação produz uma câmara.
Conceptáculos aparecem no registo fóssil pelo menos desde o Siluriano. Estruturas semelhantes foram observadas nos Prototaxites, o que implicaria que este gigante das massas de terra não era um simples cogumelo (como a maioria dos paleontólogos ainda hoje supõe), mas um gigantesco líquen.

### Conceptáculo das angiospérmicas
Alguns grupos de plantas com flor apresentam um tipo específico de receptáculo que se desenvolve em torno do pistilo, formando uma camada protectora em torno dos órgão sexuais da flor.
Estas estruturas são comuns nas Rosaceae e em alguns géneros de outras famílias, onde o receptáculo, em forma de concha, rodeia a base da flor, sendo designado por conceptáculo.

### Conceptáculos das briófitas
Em muitas grupos de briófitos, as gemas são produzidas em estruturas especializadas, em forma de taça, designadas por conceptáculos. Estas estruturas são formações urceoladas superfície dorsal do gametófito onde se alojam os propágulos. São particularmente comuns nas hepáticas talosas (filo Hepatophyta).
Os propágulos separam-se dos conceptáculos e são levados pela água para outros lugares, originando um novo ser.

Conceptáculos de angiospérmicas e briófitos
Conceptáculo (uma forma modificada de receptáculo) do género Rosa (angiospérmicas).
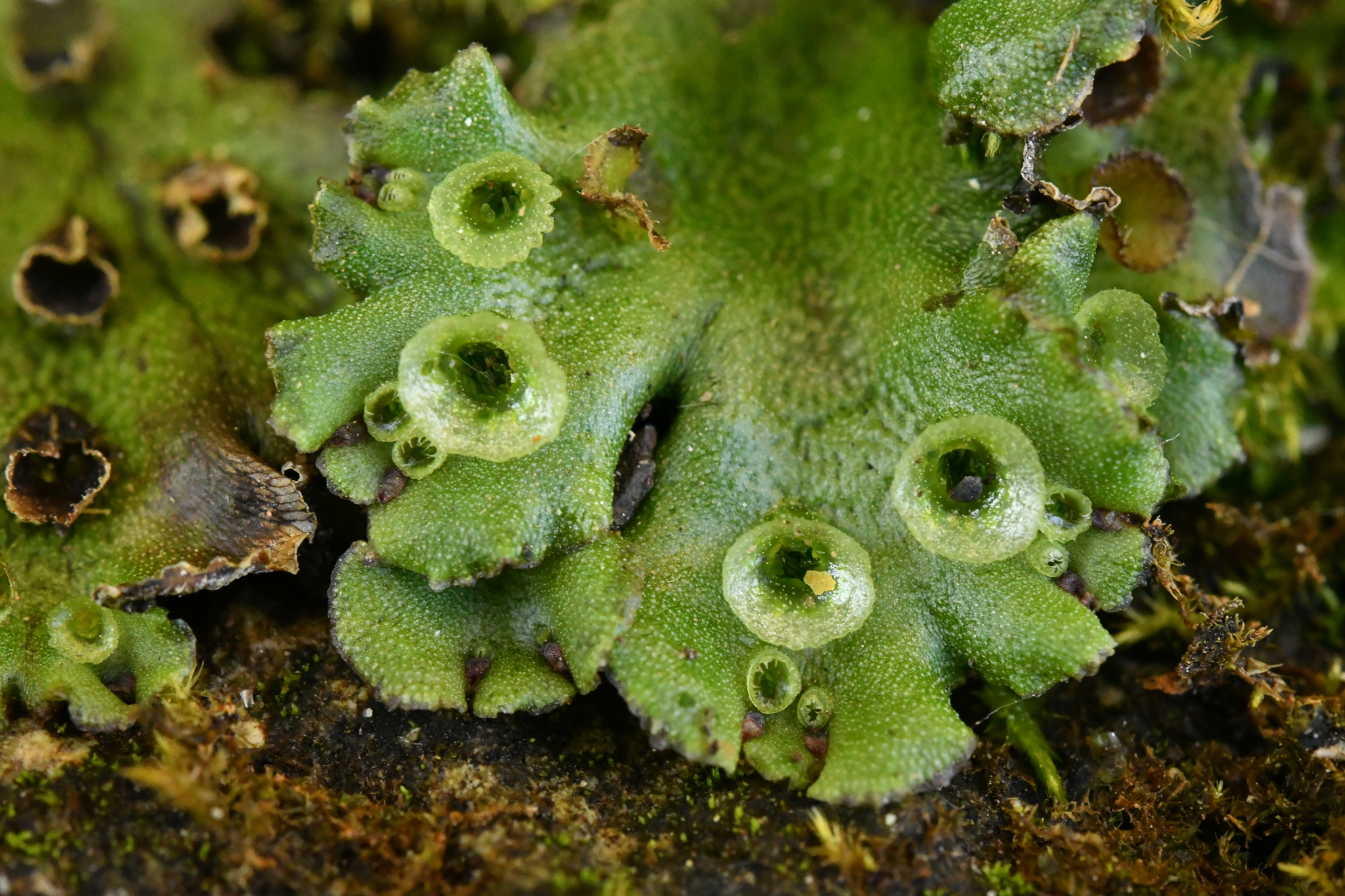
Conceptáculos em forma de taça de Marchantia polymorpha.